# هجوم مقر مريوان الحدودي 2018

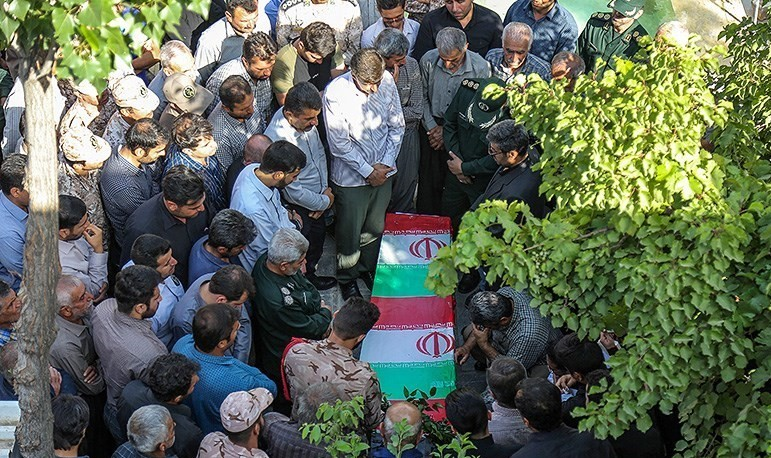
مراسم دفن 3 جندياً من أهل قروة قتلوا في الهجوم.

هجوم مقر مريوان الحدودي 2018 هو هجوم مسلح استهدف مقر «حمزة سيد الشهداء» التابع للحرس الثوري الإيراني في منطقة مريوان في محافظة كردستان شمال غربي إيران. أدى الهجوم إلى انفجار في مستودع تخزين الذخائر، وأسفر عن مقتل 11 عنصراً من قوات الحرس الثوري والباسيج وجرح 8 آخرين. أعلن حزب الحياة الحرة الكردستاني (بيجاك) مسؤوليته عن الهجوم.

## الهجوم
في 21 يوليو 2018، حوالي الساعة 2:30، هاجمت مجموعة من المسلحين مقر حمزة سيد الشهداء العسكري التابع للقوات البرية للحرس الثوري الإيراني في قرية دري بمنطقة مريوان التابعة لمحافظة كردستان. وقال قائم مقام قضاء مريوان، محمد شفيعي، أن المقر يقع في منطقة وعرة وان الهجوم أدى إلى تفجير مستودع للذخيرة. وقد قُتل أغلبية القتلى جراء شظايا متفجرات المستودع. إضافة إلى مقتل عدد من المسلَّحين وأصابة بعضهم بينما لاذ عدد آخر منهم بالفرار.
أسفر الهجوم عن مقتل 11 عنصرا وجرح 8 آخرين من الباسيج والحرس الثوري.
وبحسب تلفزيون «برس تي في» الإيراني، فقد تكررت خلال السنوات الاخيرة الصدامات بين حرس الحدود الإيرانية والميليشيات المتمردين الذين كانوا يحاولون التسلل إلى داخل الأراضي الإيرانية من طرف باكستان والعراق بهدف شن هجمات داخلها.

## رد الفعل
أعلن حزب الحياة الحرة الكردستاني المعروف اختصارا بـ «بيجاك» مسؤوليته عن الهجوم.
وأعلن الحرس الثوري في بيان ان «على هذه المجموعات الإرهابية والمناهضة للثورة الإسلامية في إيران ومؤيديها الذين يفتقدون الحاضنة الشعبية في البلاد وبين الامة الايرانية ولاسيما شعب كردستان الحكيم والثوري، ان ينتظروا الانتقام الصعب والمميت من المقاتلين الشجعان والمخلصين للاسلام بسبب هذه الجريمة.»